# Nagy György (erdőmérnök)
Nagy György (Sepsiszentgyörgy, 1895. február 20. – Csíkszereda, 1961. május 13.) erdélyi magyar erdőmérnök, erdészeti szakíró.

## Életútja
Középiskoláit 1912-ben szülővárosában a Székely Mikó Kollégiumban végezte, főiskolai tanulmányait a selmecbányai Erdészeti Főiskolán kezdte, de 1914-1918 között katonai bevonulása és háborús frontszolgálata miatt a soproni Bánya- és Erdőmérnöki Főiskolán fejezhette be.
Erdőmérnöki pályáját Ratosnyán a Bánffy-uradalomban kezdte 1925-1940 között, 1941-1944 között pedig főmérnök a Magyar Királyi Erdőfelügyelőségen, majd 1945-1947 között a Székely Mikó Kollégium főgondnoka volt. 1948-tól 1955-ig a Kézdivásárhelyen alakult magyar nyelvű Erdészeti Műszaki Középiskola, majd 1955-től a csíkszeredai Erdőkitermelési Mesterképző Műszaki Iskolaközpont igazgatója  volt nyugalomba vonulásáig.

## Munkái
- Fák és cserjék (1955)
- Erdészeti zsebkönyv I. (1958) és II. (1959) kötetének társszerzője László Gáborral, stb.